# Alejo Menchon
Alejo Menchon (nacido el 10 de octubre de 1982) es un exfutbolista argentino que se desempeñaba como delantero.

## Trayectoria

### Clubes
| Club                | País      | Año         |
| ------------------- | --------- | ----------- |
| Avispa Fukuoka      | Japón     | 2001        |
| Ateneo Estrada      | Argentina | 2004        |
| Santamarina         | Argentina | 2005 - 2006 |
| Grupo Universitario | Argentina | 2007        |